# Koninklijke Nederlandsche Zeil- en Roeivereeniging
De Koninklijke Nederlandsche Zeil- en Roeivereeniging (KNZ&RV) is de oudste watersportvereniging van Nederland.

## Ontstaansgeschiedenis
Op 30 maart 1841 bracht Koning Willem II in gezelschap van onder meer zijn zoon prins Hendrik, bijgenaamd Hendrik de Zeevaarder, een officieel bezoek aan Rotterdam. Tijdens een feestelijk diner vroeg hij aan de roeiers die het koninklijk gezelschap Rotterdam binnen hadden geroeid of het niet mogelijk zou zijn om in navolging van andere landen een (landelijke) roei- en zeilclub op te richten. Die vraag leidde op 11 december 1845 tot de ondertekening van een intentieverklaring tot oprichting van de Nederlandsche Yacht Club.
Prins Hendrik had het doel van de Vereeniging als volgt geformuleerd: ‘om den lust van hetgeen in betrekking met het zeewezen staat op te wekken en aan te moedigen;om jongelieden van hunne jeugd af aan te gewennen goed en handig met roei- en zeilvaartuigen om te gaan, hetgeen bevorderlijk kan wezen tot het vormen van goede zeelieden’.

## Uittocht Amsterdammers en KNYC ter ziele
Het bestuur van de nieuwe vereniging bestond, op verzoek van de prins, uit Rotterdammers en Amsterdammers. Dat gold ook voor de leden-oprichters. Hoewel Feyenoord en Ajax nog niet bestonden wilde de samenwerking tussen de Rotterdamse en Amsterdamse bestuursleden bepaald niet vlotten. Het overwicht van Rotterdamse zijde was naar de mening van de Amsterdammers te groot, zeker waar het een nationale zaak betrof. En er waren punten van geschil op financieel gebied. Ondanks uitgebreid overleg en krachtige pogingen van prins Hendrik om op billijke voorwaarden een schikking tot stand te brengen, kwamen de partijen niet tot elkaar. De samenwerking werd verbroken en 51 Amsterdamse leden bedankten voor het lidmaatschap.
In de daarop volgende jaren ging het de inmiddels Koninklijke Nederlandsche Yacht Club niet meer zo voor de wind. De fusiebesprekingen met de in 1851 opgerichte Koninklijke Roei en Zeilvereniging de Maas mislukten en in 1882 werd besloten om de club wegens gebrek aan financiële middelen op te heffen.

## Vliegende start van de 'nieuw op te rigten Yachtclub'
De uittocht van de 51 Amsterdamse leden van de Nederlandsche Yacht Club leidde een jaar later, op 16 december 1847, tot de oprichting van de Nederlandsche Zeil- & Roeivereeniging. Op die dag, 's avonds om half acht, kwamen zeventig voornamelijk Amsterdamse heren bijeen in het gebouw Odeon aan de Singel te Amsterdam. Hun doel was te 'beraadslagen over een nieuw op te rigten Yachtclub'. Voor dit plan hadden al 239 personen hun warme belangstelling getoond door het ondertekenen van een potentiële ledenlijst. Er werd positief besloten, waarmee de (later Koninklijke) Nederlandsche Zeil- & Roeivereeniging een feit was. De KNZ&RV is de oudste nog bestaande watersportvereniging van Nederland en behoort tot de dertig oudste ter wereld.
Het doel van de Vereeniging werd omschreven als: 'het opwekken en aanmoedigen van de lust tot hetgeen met het zeewezen in betrekking staat en om jongelieden te gewennen goed en handig met roei- en zeilvaartuigen om te laten gaan'.

## Koninklijke ereleden en nautische achterban
Deze doelstelling is nogal voor de hand liggend als men de samenstelling van bestuur en vroege achterban in ogenschouw neemt. De leden vormden een spiegelbeeld van het bestuur en bestonden voornamelijk uit bestuurders van bedrijven en organisaties die actief waren in de nautische wereld: vertegenwoordigers van de Amsterdamse Kamer van Koophandel, Amsterdamse reders, cargadoors, zeeverzekeraars, scheepsbouwers,  havenbestuurders, firmanten van nautische leveranciers en bestuurders van de zeevaartschool. De meest voorkomende namen: Boelen, van Eeghen, Dudok van Heel, Goedkoop, Six; Van Vlissingen, voorvechter van het Amsterdamse havenbelang.
De KNZ&RV werd vanzelfsprekend gevestigd in de hoofdstad.
Op 24 augustus 1848 werd besloten om koning Willem II te vragen het beschermheerschap van de Vereeniging te aanvaarden. Gelijktijdig werd het erelidmaatschap aangeboden aan  prins Hendrik en ook aan Frederik, oom van prins Hendrik. Allen gingen welwillend in op het verzoek. Na het overlijden van Willem II in het jaar daarop aanvaardde koning Willem III het beschermheerschap.
Het bestuur onder leiding van de eerste voorzitter Ernst Sillem zette zich met volle kracht in voor een spoedige realisatie van de doelstelling van de Vereeniging. Voorbeelden, die veelal geïnspireerd waren door de interesses van haar koninklijke  beschermheren, zijn de oprichting van het Matrozen-Instituut van de Nederlandsche Zeil- en Roeivereeniging in 1849, de organisatie van een internationale scheepvaarttentoonstelling in de hoofdstad in 1853 en de stimulering van meteorologisch onderzoek dat later mede leidde tot de oprichting van het K.N.M.I.

## Wedstrijdgevende vereniging
Daarnaast verschenen in 1848 de eerste zeil- en roeivaartuigen aan de startlijn op het IJ in Amsterdam. Het succes van deze jaarlijkse wedstrijden heeft ertoe geleid dat de Koninklijke een wedstrijdgevende vereniging is geworden. Reeds in de beginjaren stond de ambitie om wedstrijden te organiseren hoog in het vaandel. Het is nooit anders geworden. Welnu, alle opeenvolgende besturen hebben deze beleidsdoelstelling tot op heden niet alleen omarmd, maar ook in praktijk gebracht.

## 9 april 1852 Koninklijk: 's Konings naamcijfer in vlag en standaard
De Koning was dermate ingenomen met de resultaten dat hij bij Koninklijk Besluit van 9 april 1852 vaststelde dat de Nederlandsche Zeil- & Roeivereeniging voortaan als de Koninklijke Nederlandsche Zeil- & Roeivereeniging door het nautische leven zou gaan en voorts dat zij vanaf dat moment  in haar standaard en vlag de Koninklijke Kroon en ’s Konings naamcijfer zou mogen voeren. Daarmee werd de vlag van de KNZ&RV als een van de drie nationale vlaggen in het Internationale Seinboek opgenomen. De vlag van de KNZ&RV bevond zich daarmee in gezelschap van de nationale dundoeken van de Koninklijke Marine Reserve en de standaard Nederlandse vlag.

## Voorzittende Vereeniging van de voorgangers van het watersportverbond en de roeibond
Vanwege de bindende kracht van de KNZ&RV ontstond onder voorzitterschap van het bestuur in 1855 de 'Verbonden Nederlandsche Roeivereenigingen'. In 1917 besloten de Verbonden Roeiverenigingen tot de stichting van een eigen Nederlandsche Roeibond en nam een gekozen bestuur de taken over van het bestuur van de KNZ&RV. Op 22 mei 1890 resulteerden de veelvuldige bemoeienissen van de KNZ&RV met de zeilwedstrijdsport in de oprichting van 'De Verbonden Zeilvereenigingen van Nederland en België'. De Koninklijke werd voorzittende vereniging en bleef dat gedurende 56 jaar tot 21 december 1946 toen het Watersportverbond werd opgericht. Ter gelegenheid van hun oprichting werd de Koninklijke als waardering voor hun bestuurlijke inzet door beide bonden tot ere-voorzittende vereniging benoemd.

## Havens
De Vereeniging heeft havens in Muiden en Enkhuizen. Van 1922 tot na de Tweede Wereldoorlog was de thuishaven de Sixhaven in Amsterdam. De Sixhaven is vernoemd naar de toenmalige voorzitter jonkheer Six.